# MOLLE
MOLLE (моллі, M.O.L.L.E., вимовляється /ˈmɒl.liː/, абревіатура до англ. Modular Lightweight Load-carrying Equipment — Модульне полегшене розвантажувальне спорядження) — система кріплень для спорядження та рюкзаків, яка використовується низкою збройних сил НАТО, особливо британською армією та армією США.

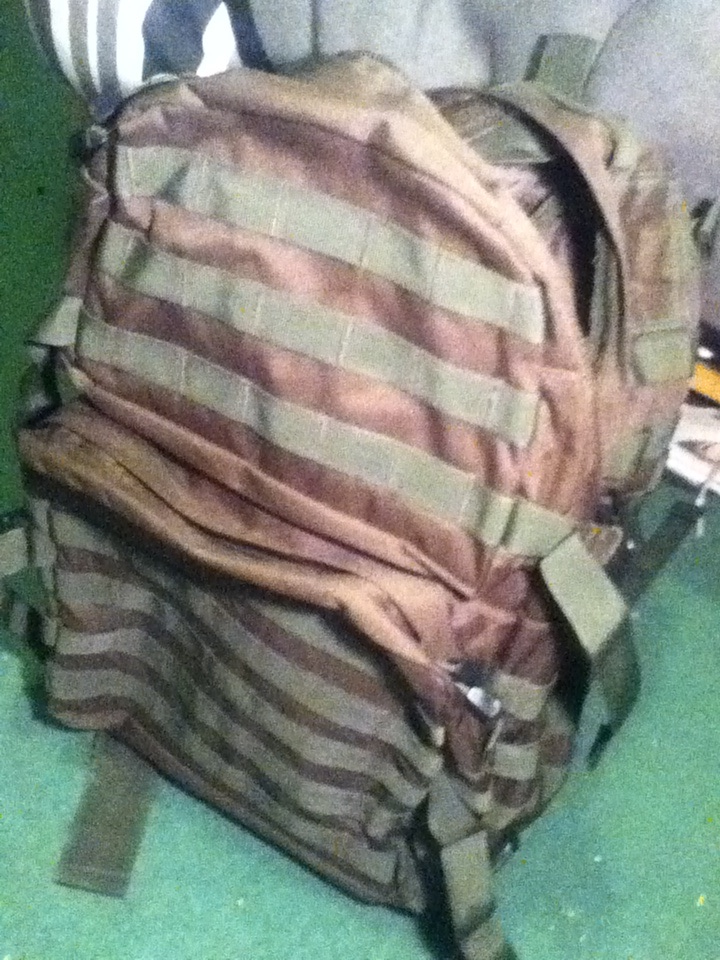
Система MOLLE: 40l патрульний рюкзак (2013р.)

Система MOLLE використовує ідею, яка була впроваджена в системі PALS. На спорядження нашиваються ряди нейлонових строп, що дозволяє прикріплювати різноманітні сумісні аксесуари. Цей спосіб став фактично стандартом для модульного тактичного спорядження, змінивши систему ALICE. Ця система також використовується в цивільному одязі, зокрема багато тактичних брендів виготовляє рюкзаки з MOLLE.

## Типи
Розроблено три основних типи кріплень для моллі:
- «Natick Snap» — синтетична (нейлонова) стропа пропускається через вічка на підсумку або жилеті, після чого застібається на кнопку.
- «Malice» — кліпса із полімеру, яка пропускається через вічка на підсумку або жилеті, проте кріплення не має кнопки. Жорстко зашпилюється (на зразок кабельної стяжки); можна відкрити тільки за допомогою викрутки.
- «Weave & Tuck» — нейлонова стропа пропускається через вічка на підсумку або жилеті, при цьому кінець стропи після закріплення просто заправляється під підкладку підсумка.